# Pimus eldorado
Pimus eldorado là một loài nhện trong họ Amaurobiidae.
Loài này thuộc chi Pimus. Pimus eldorado được miêu tả năm 1972 bởi Leech.